# Граса, Жайме
Жайме да Силва Граса (порт. Jaime da Silva Graça, португальское произношение: [ˈʒajm(ɨ) ˈɡɾasɐ]; 30 января 1942 — 28 февраля 2012) — португальский футболист, полузащитник, впоследствии тренер сборной Португалии по футболу.

## Клубная карьера
Родился в Сетубале. Граса дебютировал в профессиональном и первом дивизионе с местным клубом «Витория», выступив в почти 150 официальных играх за пять сезонов и помог Садино в финале Кубка Португалии.
Летом 1966 года, забив 27 голов в последних двух сезонах вместе с «Виторией», он подписал контракт с «Бенфикой», где завоевал семь национальных титулов и три кубка Португалии, сыграв 229 матчей во всех соревнованиях и забив 29 голов. Он сравнял счёт в финале Кубка Европейских чемпионов 1967/1968, который «Бенфика» проиграла «Манчестер Юнайтед» со счётом 1:4 в дополнительное время.
5 декабря 1966 года Граса спас жизнь себе и пятерым партнёрам по команде, когда во время проведения игроками «Бенфики» гидромассажных процедур произошло короткое замыкание. Он и ещё шесть игроков в этот момент были погружены в гидромассажную ванну. Обучавшийся на электрика прежде, чем стать профессиональным футболистом, Граса сумел выбраться из бассейна и отключить питание. В результате происшествия погиб один из футболистов, Лусиану Фернандеш, единственный, кто в момент замыкания был полностью погружён под воду. Трое, включая самого Грасу, отделались ожогами. Остальные потеряли сознание, но остались живы.
После всего шести выступлений за последние два года 33-летний Граса вернулся в свой первый клуб, завершив карьеру в 1977 году, в общей сложности сыграв 303 матча и забив 56 голов.

## Международная карьера
Граса сыграл 36 матчей за сборную Португалии и забил четыре мяча, в основном будучи игроком «Бенфики». Его дебют за сборную состоялся 24 января 1965 года, когда Португалия в домашнем матче победила со счётом 5:1 сборную Турции в квалификации к чемпионату мира 1966 года.
Граса был выбран для участия в финальном этапе чемпионата мира в Англии, приняв участие во всех играх. Сборная заняла на этом турнире третье место. Он также представлял страну на Кубке независимости Бразилии в 1972 году, где Португалия проиграла Бразилии, и это стало его последним международным матчем.
Граса помогал Жозе Торришу в злополучном чемпионате мира 1986 года в Мексике, омрачённом делом Сальтильо.

## Смерть
Граса умер 28 февраля 2012 года в больнице Лусиадаш в Лиссабоне после продолжительного лечения.

## Достижения

### Клубные
Витория
- Кубок Португалии: финалист (1965/66)

Бенфика
- Первый дивизион: победитель (1966/67, 1967/68, 1968/69, 1970/71, 1971/72, 1972/73, 1974/75)[7]
- Кубок Португалии:[8] победитель (1968/69, 1969/70, 1971/72)
- Кубок европейских чемпионов: финалист (1967/68)

### Международные
Сборная Португалии
- Чемпионат мира: третье место (1966)